# Кислота Каро
Кислота Каро (пероксомоносерная кислота, мононадсерная кислота) — неорганическое соединение с формулой H2SO5, относящееся к классу надкислот. Соли кислоты Каро называются пероксомоносульфатами или кароатами.

## Внешний вид
Бесцветные кристаллы. Температура плавления 45 °C.

## История открытия
Открыта немецким химиком Генрихом Каро в конце XIX века.

## Методы синтеза
- Реакция хлорсульфоновой кислоты и пероксида водорода:

{\displaystyle {\mathsf {H_{2}O_{2}+HSO_{3}Cl\rightarrow H_{2}SO_{5}+HCl}}}
- Реакция пероксодисульфата калия и серной кислоты[1]:

{\displaystyle {\mathsf {K_{2}S_{2}O_{8}+H_{2}SO_{4}+H_{2}O\rightarrow H_{2}SO_{5}+2KHSO_{4}}}}
- Реакцией концентрированных пероксида водорода и серной кислоты:

{\displaystyle {\mathsf {H_{2}O_{2}+H_{2}SO_{4}\rightarrow H_{2}SO_{5}+H_{2}O}}}

## Реакции
- Окисляет анилин до нитробензола.
- Окисляет иодид-ион до иода.
- С ацетоном даёт пероксид ацетона.

## Применение
Пероксомоносерная кислота применяется для дезинфекции (например плавательных бассейнов), а её щелочнометаллические соли применяются при делигнификации древесины.
Аммонийные, калийные и натриевые соли кислоты Каро применяются как инициаторы радикальной полимеризации, травители, почвоулучшители и для обесцвечивания масел.
Пероксомоносульфат калия KOSO2OOH используется как окислитель.

## Токсикология и безопасность
Пероксомоносерная кислота является сильным окислителем, и в контакте с ней многие органические вещества воспламеняются.